# Fridolin Steiner
Fridolin Steiner, Ordensname Lukas Steiner OSB (* 4. Juli 1849 in Ingenbohl, Kanton Schwyz; † 2. Dezember 1906 in Beuron) war ein Schweizer Maler und Benediktiner. Neben Desiderius Lenz und Gabriel Wüger gilt er als Mitbegründer der dem Nazarenerstil verwandten Beuroner Kunstschule.

## Werdegang
Fridolin Steiner erhielt nach dem Besuch des Gymnasiums seine künstlerische Ausbildung bei Lenz und Wüger in Rom. 1868 bis 1870 war an der Ausmalung der St.-Maurus-Kapelle bei Beuron beteiligt. Von 1871 bis 1872 besuchte er die Kunstakademie München zur weiteren künstlerischen Ausbildung.
1873 trat er in die Benediktinerabtei Beuron ein und erhielt nach dem Patron der Maler den Ordensnamen Lukas. 1874 legte er dort das feierliche Ordensgelübde ab.
Weitere Stationen seines künstlerischen Wirkens waren von 1875 bis 1876 Ausmalungen in der Konradikapelle des Konstanzer Münsters, von 1876 bis 1880 Wandmalereien im Kloster Monte Cassino, 1881–1887 in der Abteikirche Emmaus in Prag und von 1889 bis 1890 die Ausschmückung der Klosterkapelle Teplitz in Böhmen (heute Teplice, Tschechien). Ab 1892 war er nicht mehr fähig, künstlerisch zu arbeiten, und lebte bis zu seinem Tod im Kloster Beuron.